# 京都国際文化観光都市建設法
京都国際文化観光都市建設法（きょうとこくさいぶんかかんこうとしけんせつほう、昭和25年法律第251号）は、1950年（昭和25年）10月22日に公布され、同日施行された日本の法律。

## 概要
京都府京都市を「京都市が世界において、明びな風光と歴史的、文化的、美術的に重要な地位を有することにかんがみて、国際文化の向上を図り世界恒久平和の理想の達成に資するとともに、文化観光資源の維持開発及び文化観光施設の整備によってわが国の経済復興に寄与するため、同市を国際文化観光都市として建設すること」を目的としている。第二次世界大戦後に制定された特別都市計画法に基づき策定された「復興都市計画」を受け継ぎ、それを発展させて制定された特別都市建設法の1つ。
憲法95条に定められた地方自治特別法の1つであり、1950年（昭和25年）7月28日に国会で議決された後、同年9月20日に住民投票が行われ、その過半数の同意を得て、同年10月22日に公布された。
なお、同じ趣旨の法律として奈良市を対象とした奈良国際文化観光都市建設法が制定されている。